# 다카야마촌 (교토부)
다카야마촌(일본어: 高山村)은 일본 교토부 소라쿠군에 설치되었던 촌이다.